# Campionato internazionale sportprototipi 1966
Il Campionato internazionale costruttori 1966, la cui denominazione ufficiale in inglese era International Manufacturers Championship, è stata la 1ª edizione del Campionato internazionale sportprototipi.
Organizzato e regolamentato dalla Federazione Internazionale dell'Automobile, tramite la Commissione Sportiva Internazionale, per le sportprototipo gruppo 6 senza limiti di cilindrata, suddivise in due divisioni per ognuna delle quali viene assegnato un titolo assoluto. Si aggiudicano i titoli la Porsche nella divisione entro 2.0 litri e la Ford nella divisione oltre 2.0 litri.

## Regolamento
Titoli assoluti
Vengono assegnati due titoli assoluti:
- Campionato internazionale costruttori entro 2.0 litri riservato ai costruttori di sportprototipi appartenenti al gruppo 6 con cilindrata entro 2.0 litri[1].
- Campionato internazionale costruttori oltre 2.0 litri riservato ai costruttori di sportprototipi appartenenti al gruppo 6 con cilindrata oltre 2.0 litri[2].

Categorie
Partecipano al Campionato le seguenti categorie di vetture:
- Gruppo 3: vetture gran turismo costruite in numero minimo di 500 esemplari in un anno senza limiti di cilindrata.
- Gruppo 4: vetture sport prodotte costruite in numero minimo di 50 esemplari in un anno senza limiti di cilindrata.
- Gruppo 5: vetture turismo speciali senza limiti minimi di esemplari costruiti.
- Gruppo 6: sportprototipi senza limiti minimi di esemplari costruiti e senza limiti di cilindrata suddivisi in due classi principali:

entro 2.0 litri di cilindrata massima
oltre 2.0 litri di cilindrata massima
Alle gare le vetture vengono classificate come Sport (S), Prototipi (P) e Gran turismo (GT) indifferentemente dal gruppo di appartenenza. Le macchine vengono portate in gara in varie versioni, spesso molto diverse tra loro, pertanto lo stesso modello di auto può gareggiare in categorie diverse anche nella medesima gara.

## Costruttori
- Abarth: 1300 OT
- Abart-Simca: 1300 Bialbero
- Alfa Romeo: Giulia GTA, Giulia TZ, Giulia Sprint, Giulietta SZ, Giulietta Sprint
- Alpine: A 110, A210
- Apal
- ASA: 411, RB6 13
- Austin-Healey: Sprite, 3000
- Bizzarrini: 5300 GT Strada
- CD: SP66
- Chaparral: 2D
- Chevrolet: Corvette, Corvair
- Diva: Valkyrie, GT
- Elva: Mk IV, Mk VII
- Ferrari: 365 P2, 250 LM, 330 P, Dino 206 S, 330 P3, 275 P, 500 TRC, 250 GTO, 250 GTO/64, 275 GTB
- Ford: GT40 Mk I, GT40 Mk II, GT40 X1 Roadster, Mustang
- Ford (divisione inglese): Cortina
- Ginetta: G4 R
- Glas: 1304 TS

- Jaguar: E-Type
- Lancia: Flaminia Zagato, Fulvia HF
- Lotus: 23, Elan, Elite
- Marcos: Mini GT
- Martini
- Matra: M620
- Morgan: Plus 4 SS
- MG: B
- OSCA: MT4
- Plymouth: Barracuda
- Porsche: 356, 904, 906, 911
- Rambler: Marlin
- Shelby: Cobra, GT 350
- Serenissima: Spider ATS
- Sunbeam: Alpine, Tiger
- Triumph: LM, TR4, Spitfire
- Volvo: P 1800
- Yenko: Stringer

## Risultati
| Nº | Data       | Gara                      | Costruttore | Piloti                          | Resoconto |
| -- | ---------- | ------------------------- | ----------- | ------------------------------- | --------- |
| 1  | 6 febbraio | 24 Ore di Daytona         | Ford        | Ken Miles Lloyd Ruby            | Resoconto |
| 2  | 26 marzo   | 12 Ore di Sebring         | Ford        | Ken Miles Lloyd Ruby            | Resoconto |
| 3  | 25 aprile  | 1000 km di Monza          | Ferrari     | John Surtees Mike Parkes        | Resoconto |
| 4  | 8 maggio   | Targa Florio              | Porsche     | Willy Mairesse Herbert Müller   | Resoconto |
| 5  | 22 maggio  | 1000 km di Spa            | Ferrari     | Mike Parkes Ludovico Scarfiotti | Resoconto |
| 6  | 5 giugno   | 1000 km del Nürburgring   | Chaparral   | Jo Bonnier Phil Hill            | Resoconto |
| 7  | 19 giugno  | 24 Ore di Le Mans         | Ford        | Bruce McLaren Chris Amon        | Resoconto |
| 8  | 14 agosto  | Gran Premio di Hockenheim | Porsche     | Gerhard Mitter Günther Klass    | Resoconto |

## Classifiche

### Campionato internazionale costruttori entro 2.0 litri
Nella seguente tabella riassuntiva viene riportata la classifica completa del Campionato internazionale costruttori entro 2.0 litri.
| Pos | Costruttore   | Pr 1 | Pr 2 | Pr 3 | Pr 4 | Pr 5 | Pr 6 | Pr 7 | Pr 8 | Totale |
| --- | ------------- | ---- | ---- | ---- | ---- | ---- | ---- | ---- | ---- | ------ |
| 1   | Porsche       | 10   | 10   | 10   |      |      | (5)  | 12   | (9)  | 42     |
| 2   | Ferrari       |      | 7    | (4)  | 10   | 9    | 10   |      |      | 36     |
| 3   | Austin-Healey |      | 3    |      | 5    | 2    | 3    |      | (2)  | 13     |
| 4   | Alpine        |      |      |      |      | 7    |      | 5    |      | 12     |
| 5   | Triumph       | 7    |      |      |      |      |      |      |      | 7      |
| 6   | ASA           |      |      |      | 4    |      |      |      |      | 4      |
| 6   | Abarth        |      |      |      |      |      | 4    |      |      | 4      |
| 8   | Lotus Cars    |      |      |      |      |      |      |      | 3    | 3      |
| 9   | Apal          |      |      |      |      | 1    |      |      |      | 1      |

### Campionato internazionale costruttori oltre 2.0 litri
Nella seguente tabella riassuntiva viene riportata la classifica completa del Campionato internazionale costruttori oltre 2.0 litri.
| Pos | Costruttore | Pr 1 | Pr 2 | Pr 3 | Pr 4 | Pr 5 | Pr 6 | Pr 7 | Pr 8 | Totale |
| --- | ----------- | ---- | ---- | ---- | ---- | ---- | ---- | ---- | ---- | ------ |
| 1   | Ford        | 10   | 10   |      |      | 6    |      | 12   |      | 38     |
| 2   | Ferrari     | (4)  |      | 10   | 10   | 9    | 7    |      |      | 36     |
| 3   | Chaparral   |      |      |      |      |      | 10   |      |      | 10     |

## Galleria d'immagini
Gruppo 6 entro 2.0 litri

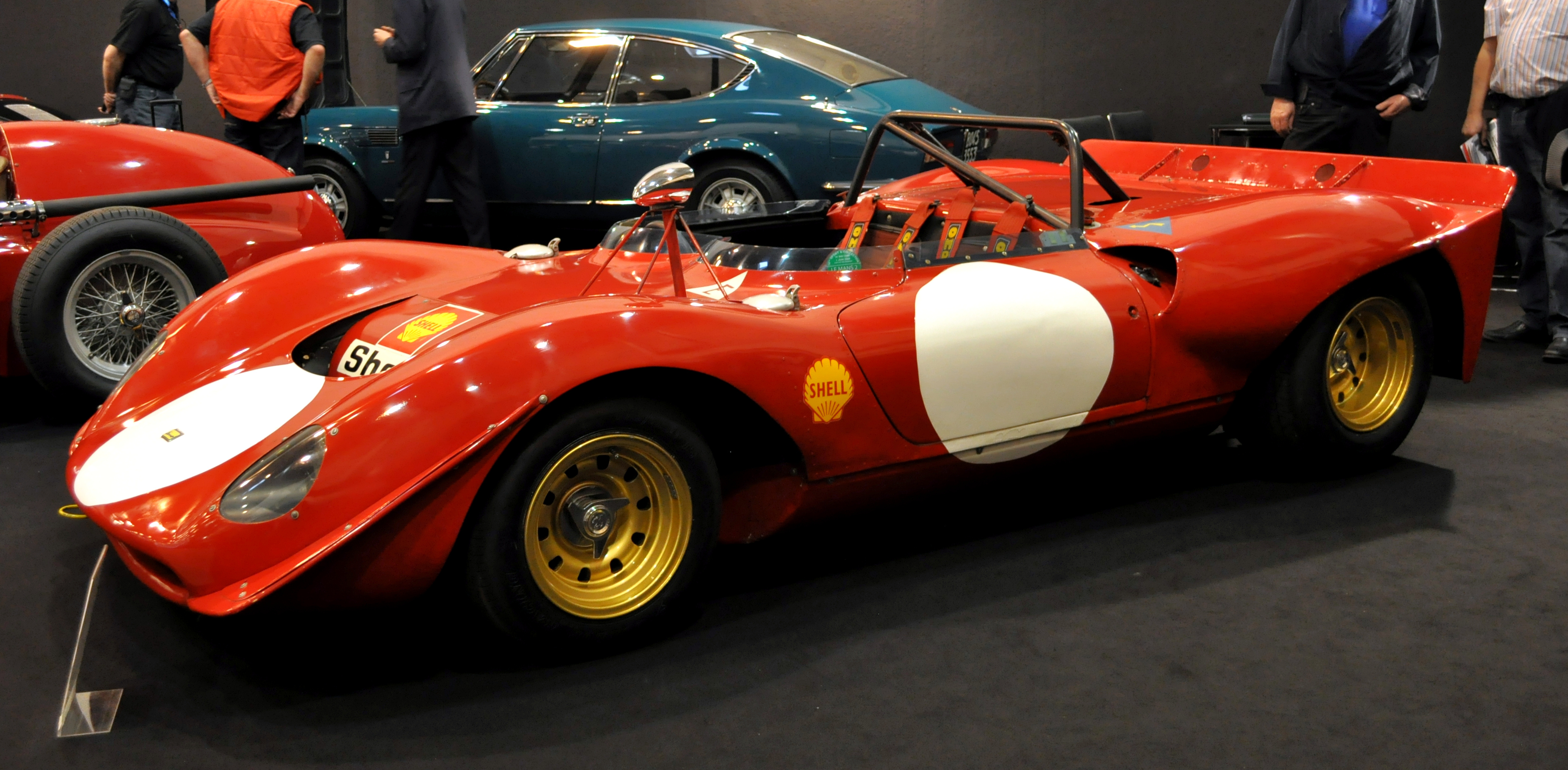
Ferrari Dino 206 S
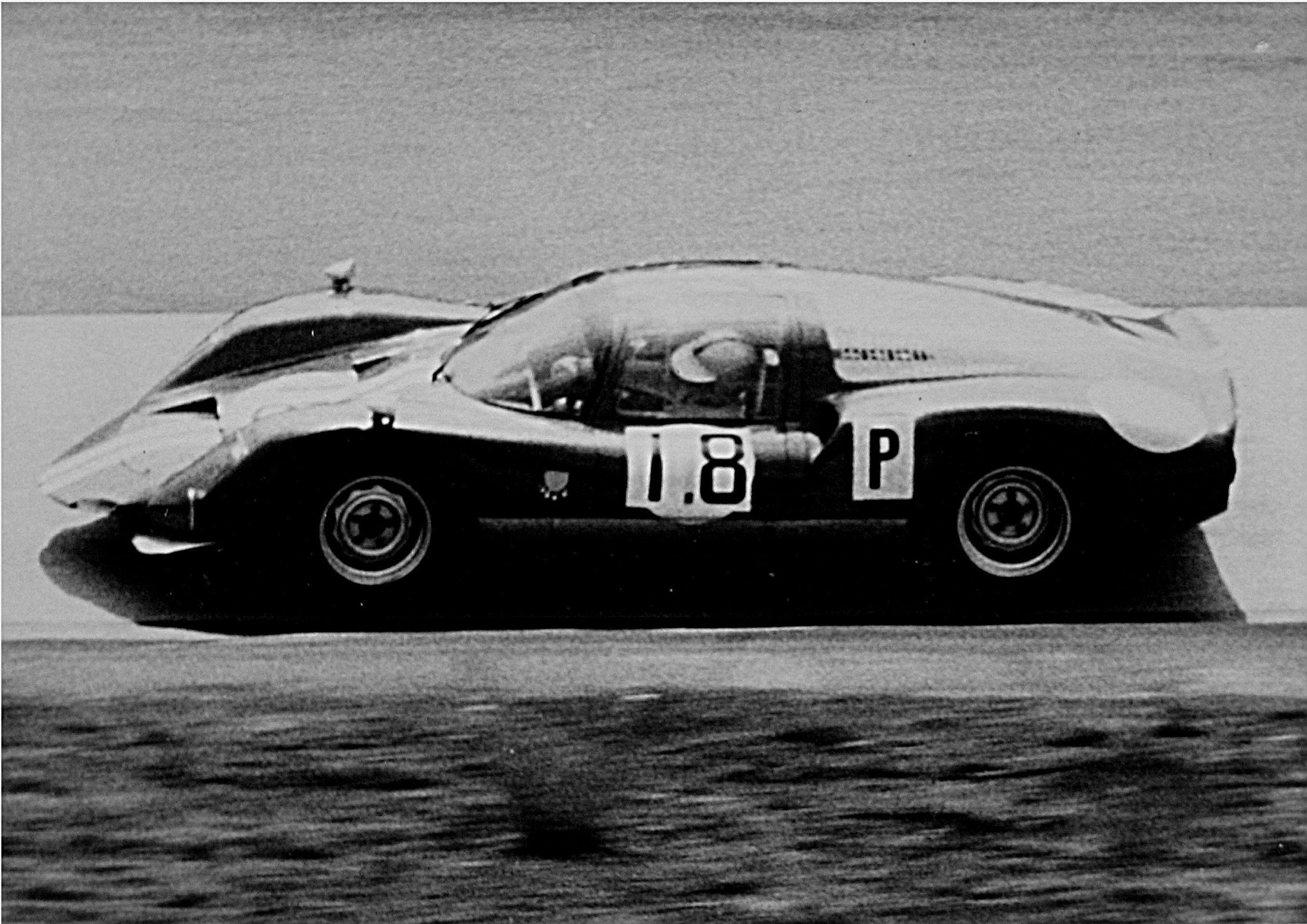
Porsche 906

Gruppo 6 oltre 2.0 litri

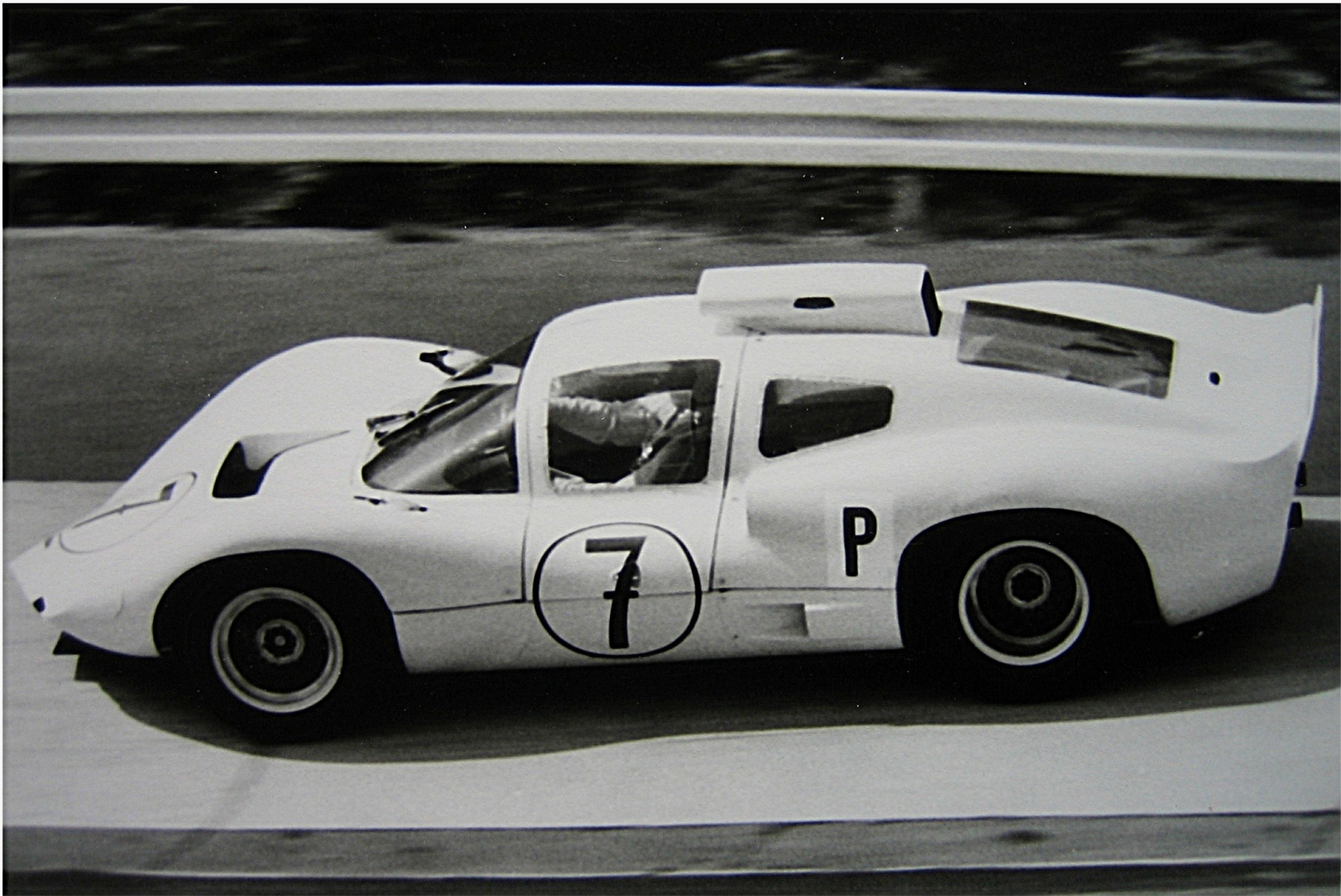
Chaparral 2D
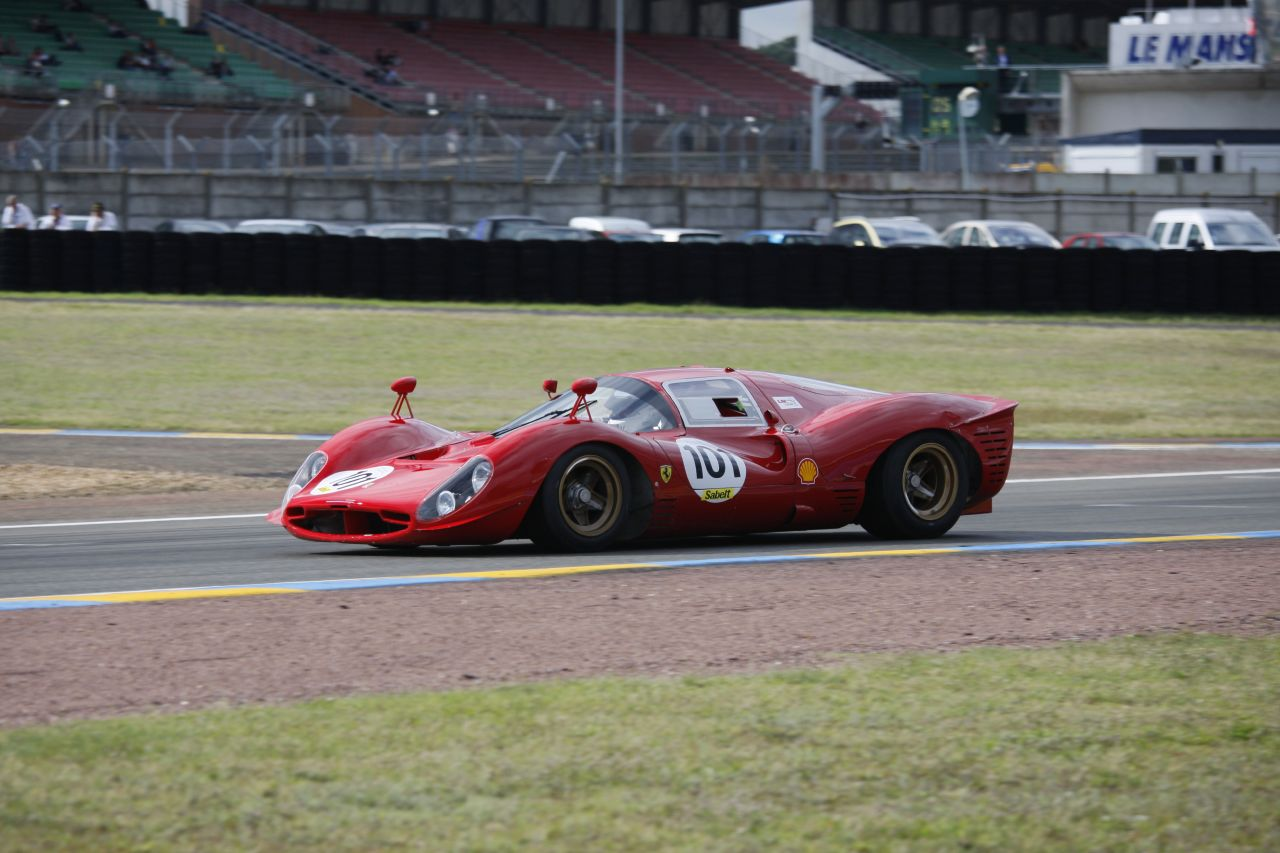
Ferrari 330 P3
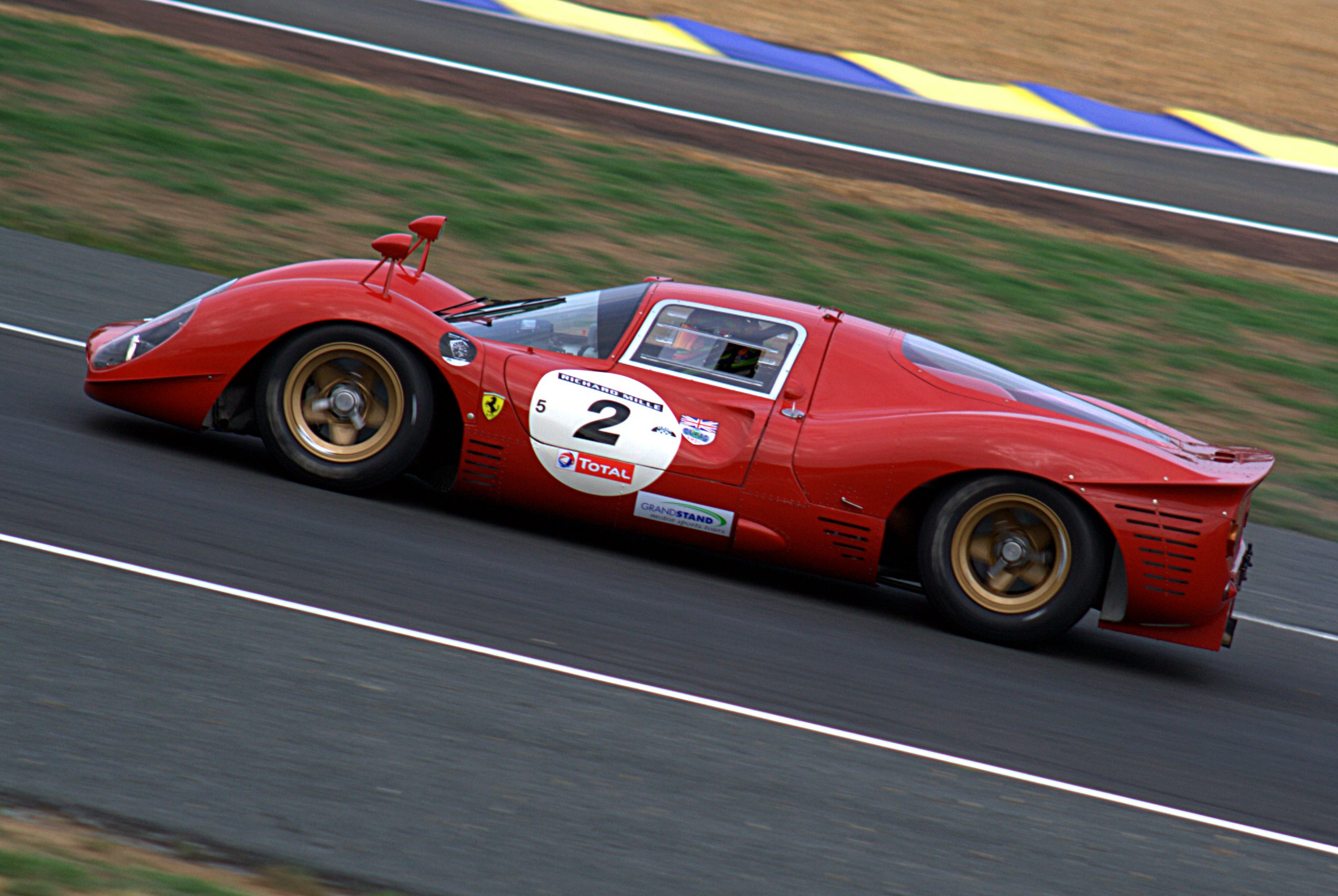
Ferrari 330 P3
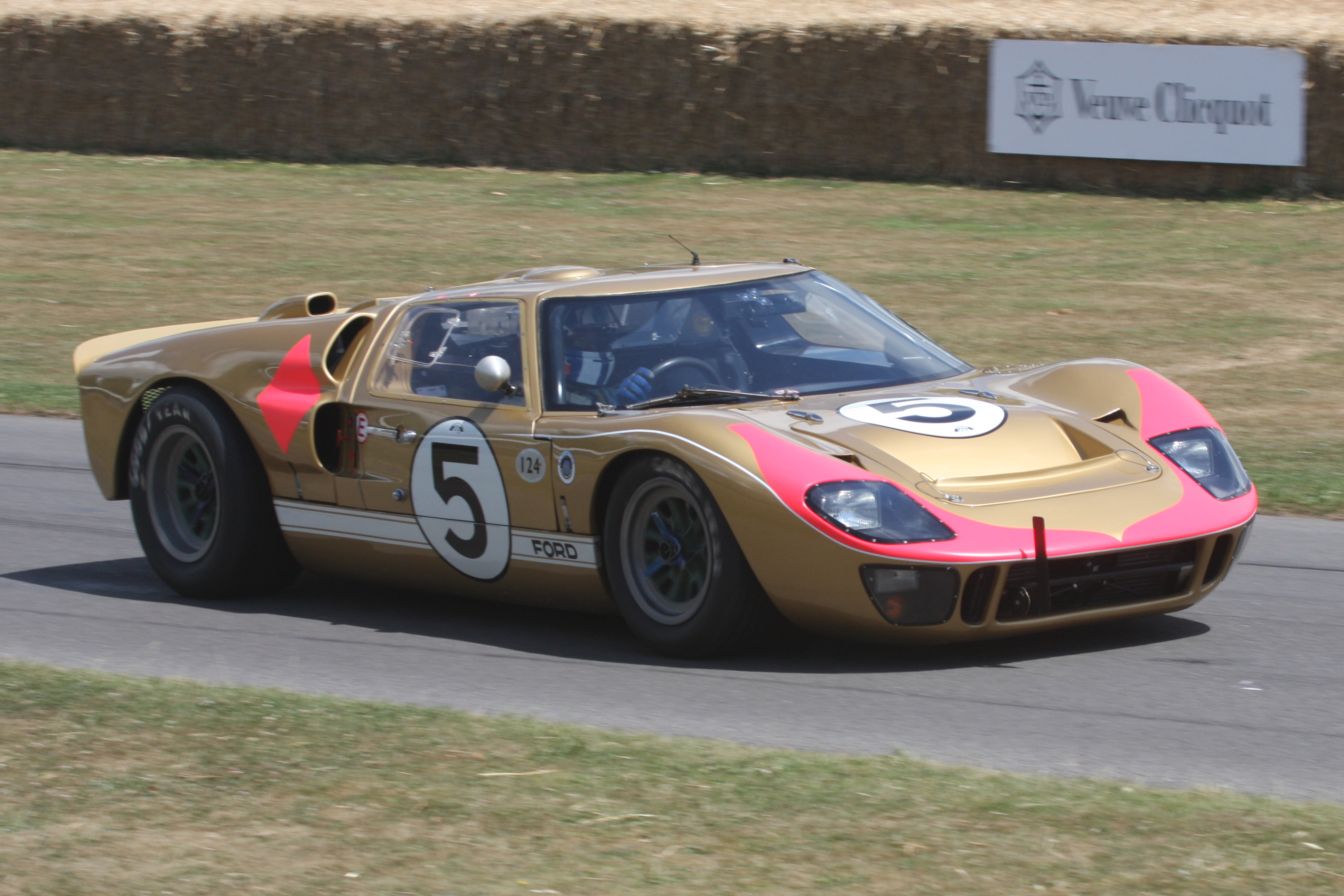
Ford GT40 Mk II